# Michael Schierack

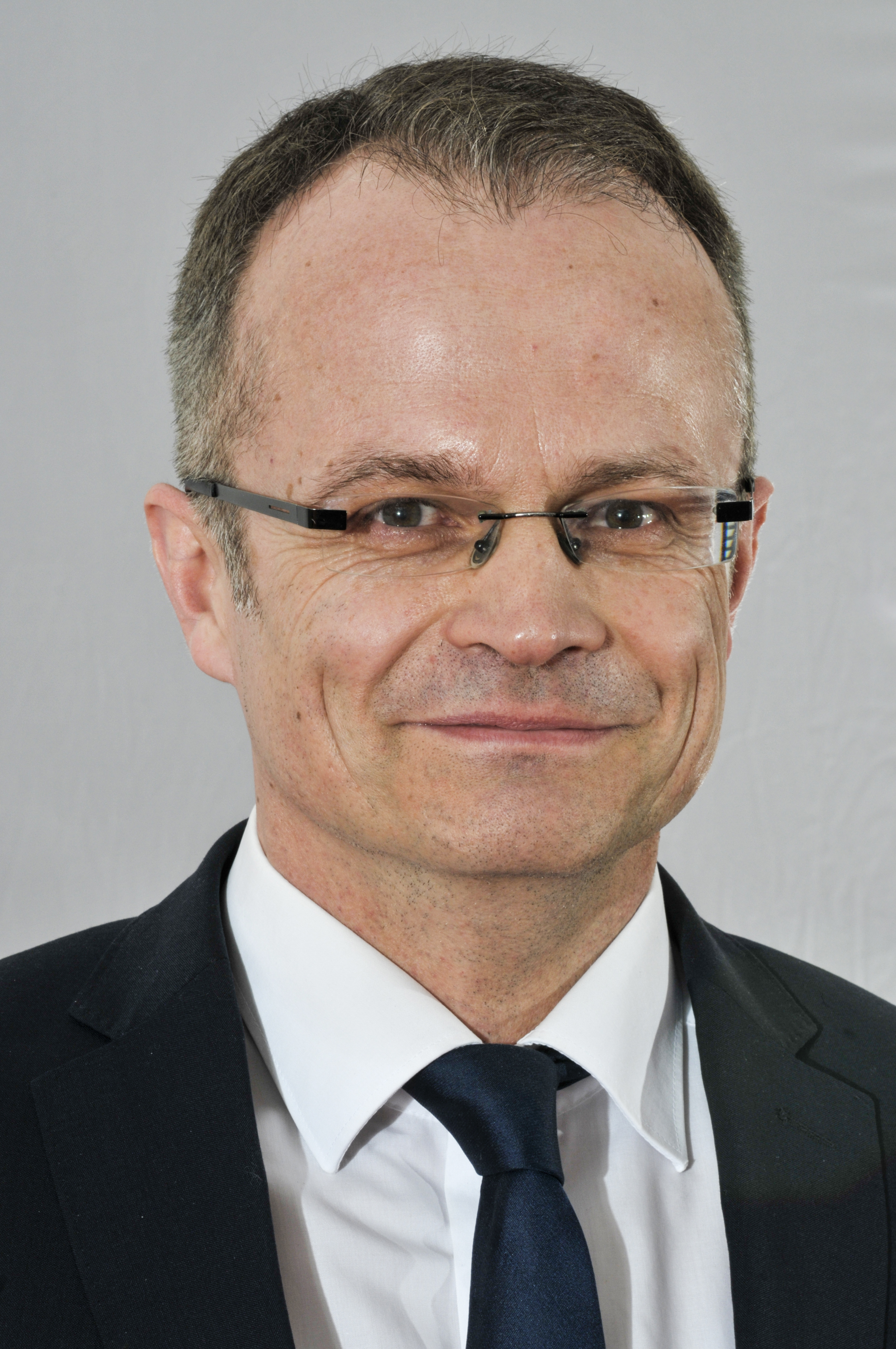
Michael Schierack 2016

Michael Schierack (* 12. November 1966 in Forst (Lausitz)) ist ein deutscher Arzt und Politiker (CDU). Seit 2009 ist er Abgeordneter des Brandenburger Landtages. Von 2012 bis 2015 war er Landesvorsitzender der CDU Brandenburg. Von Februar bis November 2014 hatte er zusätzlich das Amt des Fraktionsvorsitzenden der Landtagsfraktion der CDU inne.

## Leben und Beruf
Von 1983 bis 1986 absolvierte Schierack eine Berufsausbildung mit Abitur zum Elektromonteur. Anschließend leistete er seinen Wehrdienst bis 1988 ab. Er nahm dann das Studium der Humanmedizin an der Charité der Humboldt-Universität zu Berlin auf. Nach Studienaufenthalten in Großbritannien, Kanada, Australien und einem praktischen Jahr in der Schweiz schloss er das Studium 1995 ab und erhielt die Approbation. In der folgenden Zeit absolvierte er die Facharztausbildung für Orthopädie und Unfallchirurgie. Von 2002 bis 2004 war er leitender Arzt der Klinik für Gesundheit und Sport Reha Vita GmbH in Cottbus. Seit 2005 arbeitet er als niedergelassener Arzt für Orthopädie in Cottbus.
Michael Schierack promovierte 1997. Seit 1999 war er als Dozent für Rehabilitationstechnik an der Fachhochschule Lausitz tätig. An der FH Lausitz war er ab 2005 als Studiendekan des dualen Bachelor-Studiengangs Physiotherapie tätig, bevor er 2008 die Honorarprofessur für Rehabilitationsmedizin erhielt. Er ist Mitglied der Kammerversammlung der Landesärztekammer Brandenburg.
Schierack ist mit seiner Frau Anne verheiratet und hat einen Sohn und eine Tochter. In seiner Freizeit nimmt er regelmäßig an Marathonläufen teil.

## Politik
Seit 2000 ist Michael Schierack Mitglied der CDU und seit 2001 deren Kreisvorsitzender in Cottbus. 2003 wurde er erstmals in den Landesvorstand der CDU Brandenburg und 2005 zum stellvertretenden Landesvorsitzenden seiner Partei gewählt. Bereits sein Vater und sein Großvater waren Mitglieder der CDU.
Zur Landtagswahl in Brandenburg am 27. September 2009 kandidierte Michael Schierack im Landtagswahlkreis Cottbus I für ein Mandat und zog über die Landesliste in den Landtag ein.
Schierack wurde 2009 zum stellvertretenden CDU-Fraktionsvorsitzenden gewählt und war ordentliches Mitglied im Ausschuss für Umwelt, Gesundheit und Verbraucherschutz sowie im Ausschuss für Wissenschaft, Forschung und Kultur.
Am 17. November 2012 wurde er auf dem Wahlparteitag in Potsdam mit 71 Prozent zum Nachfolger der zuvor zurückgetretenen Saskia Ludwig als Vorsitzender der CDU Brandenburg gewählt. Beim Landesparteitag am 19. Oktober 2013 wurde Schierack als Landesvorsitzender mit 89 Prozent der Stimmen im Amt bestätigt.
Rund einen Monat später wählte ihn seine Partei bei der Landesvertreterversammlung am 30. November 2013 mit 88,9 Prozent Zustimmung auf Platz 1 der Landesliste. Schierack war damit Spitzenkandidat der CDU Brandenburg für die Landtagswahl am 14. September 2014.
Am 18. Februar 2014 wurde Schierack auch zum Vorsitzenden der CDU-Fraktion im brandenburgischen Landtag gewählt. Er erhielt 16 von 17 gültigen Stimmen.
Bei der Landtagswahl legte die CDU um 3,2 Prozentpunkte auf 23 Prozent der Stimmen zu und konnte somit erstmals seit der Landtagswahl 1999 den zweiten Platz vor der Linkspartei erreichen, verfehlte jedoch das angestrebte Ziel, stärkste Kraft zu werden, deutlich.
Michael Schierack gewann das Direktmandat in seinem Wahlkreis Cottbus I.
Koalitionsgespräche mit dem Wahlsieger SPD unter Ministerpräsident Dietmar Woidke zur Bildung einer großen Koalition scheiterten. Die CDU blieb Oppositionspartei. Dies führte zu Kritik an Michael Schierack. Am 18. November 2014 gab er den Fraktionsvorsitz an Ingo Senftleben ab. Zudem kündigte er an, zum nächsten Landesparteitag den Landesvorsitz abgeben zu wollen. Im April 2015 gab er auch seinen Parteivorsitz an Ingo Senftleben ab. Seit Mai 2015 leitet Schierack die Programmkommission der CDU Brandenburg.
Bei der Landtagswahl 2019 unterlag Schierack in seinem Wahlkreis der AfD-Kandidatin Marianne Spring-Räumschüssel, zog aber über die Landesliste erneut in den Landtag ein. Bei der Landtagswahl 2024 zog er erneut über die Landesliste in den Landtag ein.
Michael Schierack ist in der gegenwärtigen Legislatur Sprecher für Wissenschaft und Forschung und gehört dem Ausschuss für Wissenschaft, Forschung und Kultur an.